# Tournai-i csata
A tournai-i csata 1794. május 22-én zajlott le a forradalmi háborúk idején, az első koalíciós háború során. A csatában a Jean-Charles Pichegru vezette francia köztársasági hadsereg vereséget szenvedett a létszámában lényegesen kisebb osztrák–brit–hannoveri koalíciós erőtől, amit Frigyes Józsiás szász-coburg-saalfeldi herceg irányított.
A csata egy sikertelen francia próbálkozás volt, amellyel a Tourcoingnél 1794. május 17–május 18-án elért győzelmet akarták kiaknázni. Az 1794-es hadjárat elején, amíg a szövetségesek Landreciest ostromolták, addig a franciák Flandriát támadták meg nyugatról, április 29-én Mouscronnál vereséget mértek az osztrák Clerfayt tábornagyra, és a következő napon elfoglalták Menent. Ez a brit hadsereg szárnyait fenyegette  a csatorna kikötőiben, így erősítést küldtek a Frigyes Ágost yorki és albany-i herceg (1763–1827) vezetésével nyugatra, hogy változtasson a kialakult kedvezőtlen helyzeten. 
A francia támadás átformálta a szövetséges vonalat: vereséget szenvedtek  Willemsnél (1794. május 10-én), a következő napon Clerfayt kénytelen volt visszavonulni északra (kortrijki csata, 1794. május 11.) 

## Fordítás
- Ez a szócikk részben vagy egészben  a   Battle of Tournay című angol Wikipédia-szócikk fordításán alapul.  Az eredeti cikk szerkesztőit annak laptörténete sorolja fel. Ez a jelzés csupán a megfogalmazás eredetét és a szerzői jogokat jelzi, nem szolgál a cikkben szereplő információk forrásmegjelöléseként.